# Křeč
Křeč – gmina w Czechach, w powiecie Pelhřimov, w kraju Wysoczyna. Według danych z dnia 1 stycznia 2014 liczyła 223 mieszkańców.
W 1435 okolice wsi były miejscem ostatniej bitwy wojen husyckich.
W miejscowości jest stacja kolejowa Křeč.